# Maeropsis rathbunae
Maeropsis rathbunae is een vlokreeftensoort uit de familie van de Maeridae. De wetenschappelijke naam van de soort is voor het eerst geldig gepubliceerd in 1908 door Pearse.